# 虎ノ門大坂屋砂場

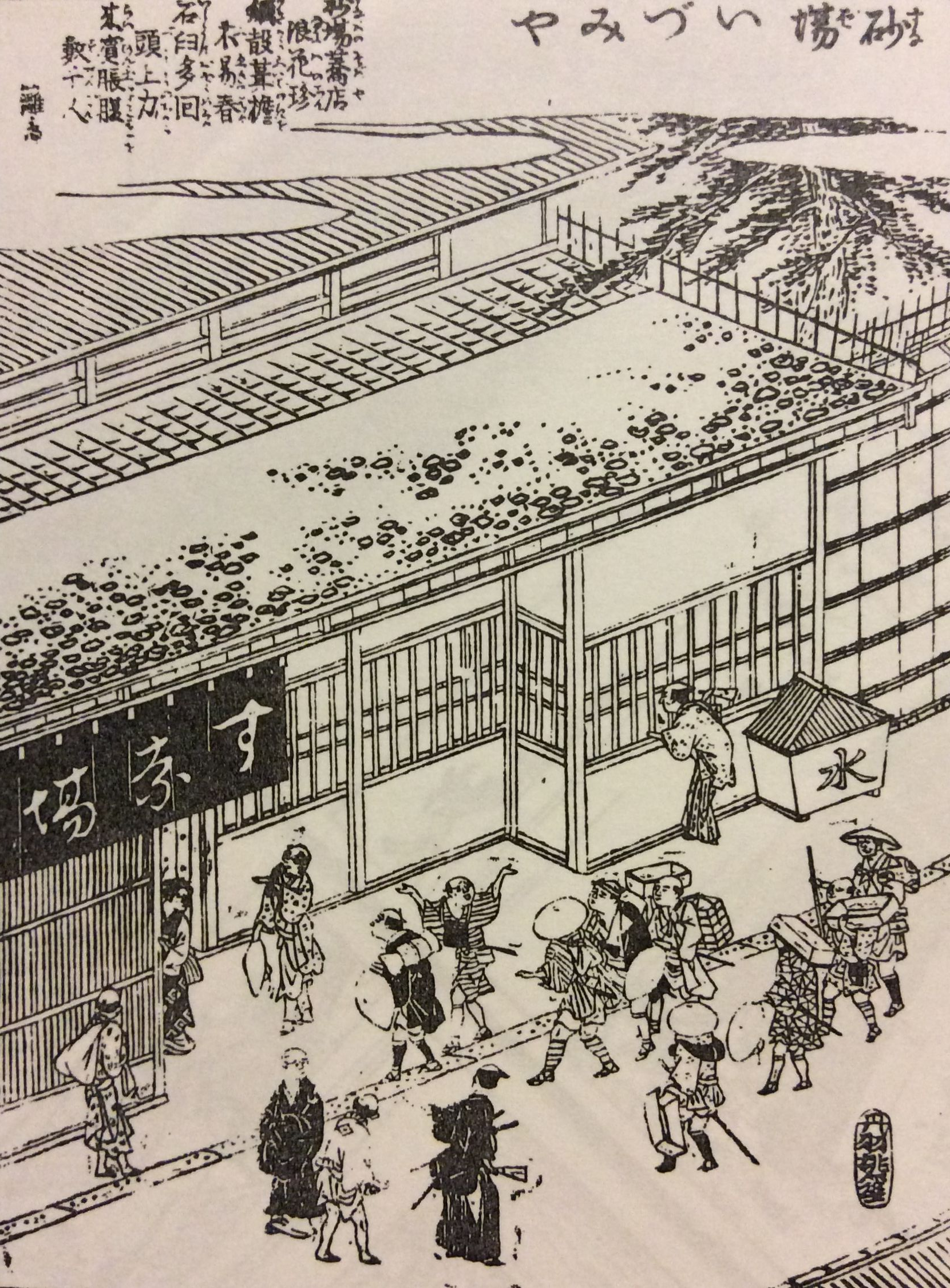
寛政10年（1798年）、『摂津名所図会』、「砂場いづみや」の表口の挿絵。

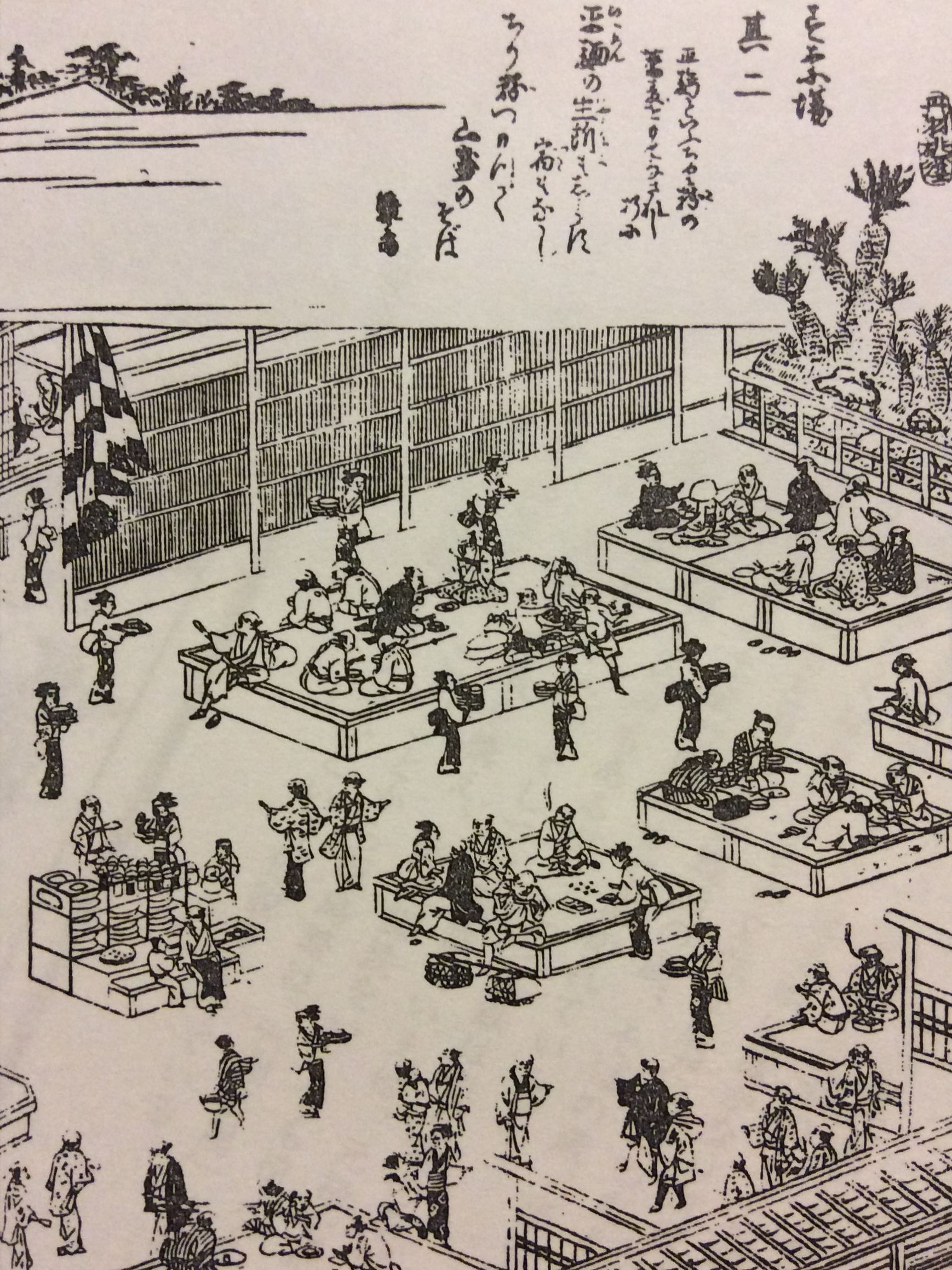
寛政10年（1798年）、『摂津名所図会』、「砂場いづみや」の店内の挿絵。

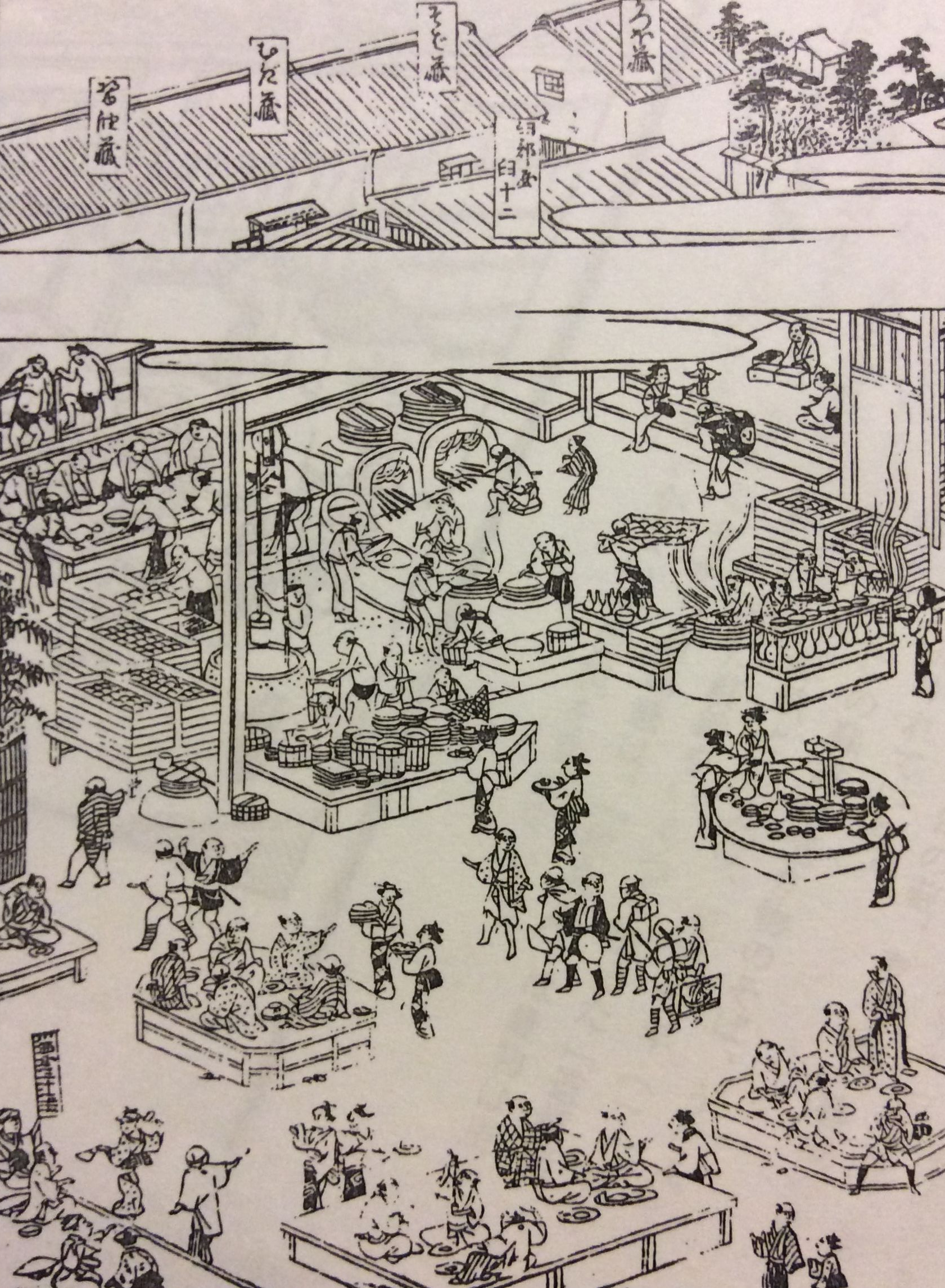
寛政10年（1798年）、『摂津名所図会』、「砂場いづみや」の店内の挿絵。

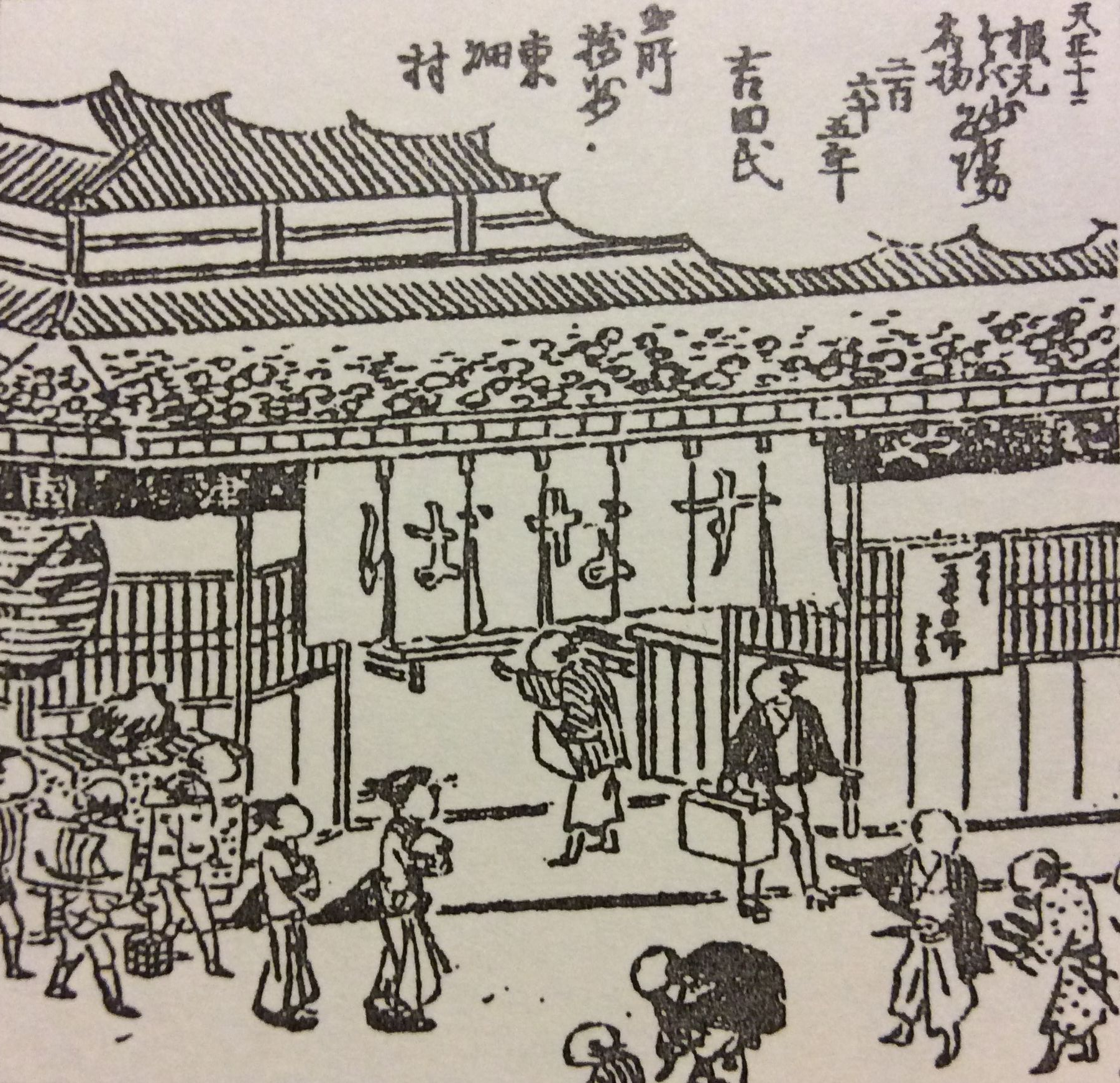
嘉永2年（1849年）、『二千年袖鑒』、「津国屋」の表口の挿絵。

虎ノ門大坂屋砂場（とらのもんおおさかやすなば）は、東京都港区虎ノ門一丁目にある1872年（明治5年）創業のそば屋。老舗蕎麦屋の加盟する木鉢会、芝地区の老舗店の加盟する芝百年会に加盟している。

## 概要
1872年（明治5年）、尾張国（現・名古屋地方）出身の稲垣音次郎が、そば屋で砂場本家「糀谷七丁目砂場藤吉」の暖簾分けにより、琴平町（現・虎ノ門一丁目）に「琴平町砂場（後の虎ノ門大坂屋砂場）」を創業したのが始まり。稲垣音次郎の妻・よそは、徳川家と縁の深かった武家・刈谷家の娘で、父は鍋島藩の剣術指南役だったが、御前試合で負けた相手から逆恨みされ闇討ちにあい命を落とし、その時、養女として「糀町七丁目砂場藤吉」に預けられた。
「琴平町砂場」の店舗は、旧大名家・阿部氏の敷地の一部を譲り受けるなど、武家との縁が深かった。創業当初は、幕末、明治の剣術家の山岡鉄舟、高橋泥舟、勝海舟の三舟らにひいきにされ、書が残されている。現在の店舗は、1923年（大正12年）の
関東大震災直前に建てられた建物である。
「砂場」の名は、豊臣秀吉が大坂城を築いたとき、大坂の和泉屋という菓子屋が、資材の砂置き場に蕎麦屋を開店し、「砂場」と呼ばれていたのに始まる。徳川家康が江戸城を築くときは、江戸に進出し糀町（現・麹町）に店を構えた。「虎ノ門大坂屋砂場」の「大坂屋」は、本店からもらった屋号である。
五代目の稲垣隆一は136店が加盟する暖簾会「砂場会」の会長を務めた。2020年現在、六代目の稲垣隆俊が店主を務めている。

## 沿革
- 1583年（天正11年） - 豊臣秀吉が大阪城築城に着手。
- 1629年（寛永6年） - 大阪城が完成した後、砂場跡地一体帯を整備した新町に、官許の遊郭が建設され、新町遊郭は江戸・吉原 (東京都)、京都・島原 (京都)、と並び称される一大遊里となる。
- 1730年（享保15年） - 『絵本御伽品鏡』、長谷川光信画、千草屋新右衛門、享保15年（1730年）には、「いづミや」という暖簾を掛けた麺類屋がある、当時の大坂市中の名物を狂歌とともに紹介した絵本である[8]。
- 1757年（宝暦7年） - 『大坂新町細見之図澪標』、「廓名物之分」、宝暦7年（1757年）には、大阪城築城のさいの、資材の砂や砂利の置き場になった新町砂場地域には、「和泉屋」と「津国屋」の2軒の麺類屋があった[9]。細見とは、江戸・吉原の妓楼や遊女名、玉代などを事細かに記した遊郭案内書[10]。「和泉屋」と「津国屋」の初代は、どちらも和泉国（現・大阪府南部）の出身である。
- 1777年（安永6年） - 『富貴地座位』、安永6年（1777年）には、三都（京・江戸・大坂）の名物を紹介しており、浪花名物の「和泉屋」について記している。
- 1798年（寛政10年） - 『摂津名所図会』、寛政10年（1798年）には、「砂場いづみや」として挿絵入りで紹介している[1]。挿絵は店の表口の様子と店内の光景をで、いかにも大店らしい立派な構えで、牡蠣殻葺きの庇の下には「すな場」と染め抜かれた暖簾がかけられている。店内は広大な土間に座敷の島がいくつも置かれ、座敷の間の通路は町中の往来のように広い。店の裏側には、鰹節の蔵、そばの蔵、麦の蔵、醤油の蔵に、臼十二と書かれた臼部屋がある[10]。
- 1849年（嘉永2年） - 『二千年袖鑒』、伊豫屋善兵衛、嘉永2年（1849年）には、「津国屋」の外観を描いた挿絵がある、牡蠣殻葺きの庇の下に「すなば」と書かれた暖簾がかけられている[2]牡蠣殻葺きは享保頃（1716年-1736年）から江戸や大坂などの町屋で防火上用いられた、店構えは「和泉屋」の表口の様子と似ている[10]。
- 1869年（明治2年） - 後の初代・琴平町砂場（現・虎ノ門大坂屋砂場）女将・よそ、「糀町七丁目砂場藤吉」に養女として預けられる。
- 1872年（明治5年） - 「糀町七丁目砂場藤吉」から暖簾分けされ、初代・稲垣音次郎「琴平町砂場」が創業。稲垣音次郎は名古屋地方の出身で、妻・よそは、徳川家とも縁が深かった刈谷家の娘で、父は鍋島藩の剣術指南役だったが、御前試合で逆恨みされ闇討ちにあい命を落とし、その時、養女として「糀町七丁目砂場藤吉」に出された。「琴平町砂場」の店舗は、旧大名家・阿部氏の敷地の一部を譲り受け、武家との縁が深かった。

幕末期、虎ノ御門の外堀前は幕府の御用屋敷で、南側には丸亀藩主・京極佐渡守の上屋敷があり、敷地内には金刀比羅大権現が祀られていた。金刀比羅宮は1660年（万治3年）四国の琴平から勧請し、文化年間（1804年-1818年）から一般参詣が許された。
- 1902年（明治35年） - 「琴平町砂場」店舗2階に、明治35年1月の日付の、初代・稲垣音次郎の家憲の額があり、代々、跡継ぎがこの部屋で寝起きすることになっている。

- 1908年（明治41年） - 「琴平町砂場」初代・稲垣音次郎死去。（後の二代目・音次郎、三代目・一男）
- 1923年（大正12年） - 現在の店舗は、関東大震災直前に建てられた木造一部3階建で、大正時代の面影を残す2階の欄干・銅葺き庇、大地震にもびくともしなかった。戦時中、この地域は空襲の被害が比較的に少なかった、近くで火の手が上がっても、皇居の消防隊が宿舎として提供していたため延焼を免れた。
- 1933年（昭和8年） - 「砂場長栄会」を結成。
- 1938年（昭和13年） - 後の「虎ノ門大坂屋砂場」五代目・稲垣隆一生まれる。
- 1955年（昭和30年）11月 - 「砂場長栄会」から暖簾会「砂場会」に受継がれ、会長「虎ノ門大坂屋砂場」稲垣一男、副会長「南千住砂場」長岡源太郎、ほか2名、相談役「巴町砂場」萩原長康と「室町砂場」村松茂となる。
- 1956年（昭和31年）11月1日 - 「砂場」と「すなば」の商標登録が正式に認可、会員数は28軒。その後、商標登録は「す奈ば」、「寿那ば」、「寿奈ば」が加えられた。
- 1977年（昭和52年） - 琴平町が住居表示の変更により「虎ノ門一丁目」となり、店名が「虎ノ門大坂屋砂場」と改称。「大坂屋」と名乗っているのは、江戸の名店「糀町七丁目砂場」の暖簾分したことを表している。
- 1975年（昭和60年）3月 - 大阪新町南公園に「ここに砂場ありき」の石碑が建立され、二代目会長「巴町砂場」萩原長昭ほか出席し除幕式[12] 。
- 1988年（昭和63年） - 「虎ノ門大坂屋砂場」四代目・稲垣一男死去。五代目・稲垣隆一が継ぐ、三代目・一男の教えは、「つゆだけは自分でつくること。そばは板前（そば打ち専門の職人）に任せてもいいが、つねに目を光らせていなければならない。」だった。店の味としてのつゆを大切にするのは、江戸そばの伝統である。
- 1994年（平成6年） - 建物の改修工事が行われた。
- 2007年（平成19年） - 建物の改修工事が行われた[10]。
- 2020年（令和2年） - 都道「愛宕下通り」の道路拡幅工事により8月から虎ノ門の店舗をいったん閉店[7]。9月から一時的に港区西新橋1-10-1の仮店舗で営業していた[7]。道路拡幅工事により虎ノ門の店舗は曳家され約4メートル移動した[7]。

## 登録有形文化財（建造物）
虎ノ門大坂屋砂場店舗
1923年（大正12年）建築、1994年（平成6年）・2007年（平成19年）改修：木造2階建、瓦葺、建築面積：70m2。
登録年月日：2011年（平成23年）7月25日、種別：産業3次、登録基準：国土の歴史的景観に寄与しているもの。

## 交通アクセス
鉄道
- JR山手線 - 新橋駅より徒歩10分。
- 東京メトロ銀座線 - 虎ノ門駅より徒歩4分、東京メトロ千代田線 - 霞ケ関駅より徒歩12分。
- 都営三田線 - 内幸町駅より徒歩5分。

## ギャラリー
- 南西面の外観（2009年9月23日撮影）
- 南東面の外観（2009年9月23日撮影）
- 看板（2009年9月23日撮影）
- 1階店舗内（2015年12月2日撮影）
- 「きつねそば」（2015年12月2日撮影）
- 「ごぜんそば」（2015年12月2日撮影）